# Puccinellia convoluta
Puccinellia convoluta là một loài thực vật có hoa trong họ Hòa thảo. Loài này được (Hornem.) Fourr. miêu tả khoa học đầu tiên năm 1869.